# 伊崎田站
伊崎田站（日语：／ Isakida eki */?）是一個曾存在於日本鹿兒島縣曾於郡有明町伊崎田（現時志布志市有明町伊崎田），日本國有鐵道（國鐵）志布志線沿線的已廢車站。在1987年（昭和62年）3月28日與志布志線一同停用。

## 停用前車站結構
- 有明町的中心車站
- 相對式月台2面2線。
- 現時的車站位置還保守一座建築物：志布志市有明鐵道紀念公園。

## 歷史
- 1925年3月30日：志布志線由大隅松山伸延至志布志[1]，為中途站，名為繩瀨站（なはぜ）。
- 1959年10月1日：改名為伊崎田站。
- 1987年3月28日：與志布志線一同停用。

## 鄰近車站
日本國有鐵道
志布志線
大隅松山站 - 伊崎田站 - 安樂站

## 外部連結
- 志布志市有明鐵道記念公園